# European Credit System for Vocational Education and Training
Das European Credit System for Vocational Education and Training (deutsch Europäisches Leistungspunktesystem für die Berufsbildung; ECVET) wurde von der Europäischen Kommission initiiert, um die Übertragbarkeit bewerteter Lernergebnisse von Einzelpersonen von einem Berufsbildungskontext in einen anderen zu erleichtern. Mit ECVET können Kenntnisse, Fertigkeiten und Kompetenzen, die Lernende während eines Mobilitätsprojekts im europäischen Ausland erworben haben, erfasst, dokumentiert und gegebenenfalls als Teil ihrer Qualifikation im Herkunftsland anerkannt werden. Es erfolgten mehrere Schritte der Konzeption und Umsetzung von ECVET: die von einem breiten Konsultationsprozess begleitete Entstehungsphase ab dem Jahr 2005, die daraus resultierende Veröffentlichung der ECVET-Prinzipien und -Instrumente in der Empfehlung von 2009 sowie der Prozess der Implementierung bis Ende 2020. Mit der EMPFEHLUNG DES RATES vom 24. November 2020 zeichnete sich eine Änderung des Stellenwerts von ECVET in der europäischen Berufsbildungslandschaft ab. ECVET als Initiative und als System wurde zwar beendet, doch das Prinzip der „Lernergebnisorientierung“ und der „Lernergebniseinheiten“ wird weiterhin Priorität in der europäischen Berufsbildung sein.

## ECVET im Rahmen europäischer Berufsbildungspolitik
Nach einem mehrjährigen Konsultationsprozess wurde im Juni 2009 eine für die Mitgliedsstaaten unverbindliche Empfehlung des Europäischen Parlaments und des Rates zur Einrichtung eines Europäischen Leistungspunktesystems für die Berufsbildung (Englisch: European Credit System for Vocational Education and Training, ECVET) veröffentlicht. Anstöße für die Idee der Entwicklung von ECVET gab das bereits seit 1999 ins Leben gerufene Europäische Credit Transfer System für die Hochschulbildung (ECTS).
Der Erfolg des Bologna-Prozesses legte die Frage nahe, ob ein analoger Prozess für die berufliche Bildung denkbar sei. Sicher gab ECTS Anstöße für die Idee der Entwicklung eines Europäischen Credit Transfer Systems für die berufliche Bildung. Doch stellen sich hier ganz andere Anforderungen. Im Vergleich zur Hochschulbildung ist die berufliche Bildung in Europa unübersichtlicher und fragmentierter. Dies betrifft die unterschiedlichen Lernorte (z. B. Schule, Betrieb, Übungsfirma), Lehr-Methoden (schulisch, alternierend, dual), die politischen Entscheidungsstrukturen oder die Verantwortlichkeiten verschiedener Stakeholder für Durchführung und Zertifizierung beruflicher Bildung. Zudem wurden vor allem von Wirtschaftsvertretern Stimmen laut, die ein workload-basiertes Punktesystem als ungeeignet für die berufliche Bildung befanden.
Die Entwicklung von ECVET und anderen bildungspolitischen Transparenzinstrumenten, wie beispielsweise Europass und der Europäische Qualifikationsrahmen (EQR), ist im Rahmen des Kopenhagen-Prozesses zu sehen. Mit dem Kopenhagen-Prozess wurde ab 2002 eine verstärkte Zusammenarbeit im Bereich der beruflichen Bildung in Europa eingeleitet. Unter anderem sollte dadurch das Ziel der Lissabon-Erklärung (2000) umgesetzt werden, Europa zum „wettbewerbsfähigsten und dynamischsten wissensbasierten Wirtschaftsraum der Welt zu machen“. Der Mobilität von Arbeitskräften und Auszubildenden innerhalb Europas, und damit auch der Transparenz und Durchlässigkeit zwischen den europäischen Berufsbildungssystemen, wird dafür eine tragende Rolle zugeschrieben. Doch aufgrund der unterschiedlichen Bildungssysteme in Europa können mobile Lernende oder Arbeitssuchende nur schwer nachweisen, über welche Kompetenzen sie verfügen und auf welchem Qualifikationsniveau diese zu verorten sind. Zu unterschiedlich sind nicht nur die Bildungsgänge, sondern auch die Verfahren der Zertifizierung und Validierung von Bildungsleistungen. Diese Hürden sollten durch ECVET abgebaut und so die Qualität von transnationaler Mobilität in der beruflichen Ausbildung erhöht werden. Die anspruchsvolle Aufgabe bei der Schaffung von ECVET lag darin, erworbene Lernleistungen von einem Bildungskontext in einen anderen übertragbar zu machen. Das bedeutet, die Kenntnisse, Fertigkeiten und Kompetenzen, die Lernende während eines Lernaufenthalts im europäischen Ausland erworben haben, zu erfassen, zu dokumentieren und gegebenenfalls als Teil ihrer Qualifikation im Herkunftsland anzuerkennen.
Im Bereich der Bildung hat die Europäische Kommission eine unterstützende und ergänzende Funktion gegenüber den Mitgliedsstaaten: Artikel 149 der EGV formuliert ein Harmonisierungsverbot, Artikel 150 das Verbot zentraler Eingriffe in die nationalen Bildungssysteme. In Übereinstimmung mit dem Grundsatz der Subsidiarität ist ECVET als System konzipiert, das sich auf die freiwillige Teilnahme der Europäischen Mitgliedsstaaten stützt und unter Berücksichtigung der nationalen Gesetzgebungen im Bereich der beruflichen Aus- und Weiterbildung auf Transparenz zwischen den Systemen abzielt.

## ECVET-Prinzipien und -Instrumente
Die ECVET-Prinzipien und die zu ihrer Umsetzung bereitgestellten ECVET-Instrumente tragen zur strukturierten Beschreibung von Qualifikationen in Einheiten von Lernergebnissen bei. Sie ermöglichen mehr Transparenz und Vergleichbarkeit im Bereich der Berufsbildung durch die Verwendung einer 'gemeinsamen Sprache' und bilden somit die Grundlage für gegenseitiges Vertrauen zwischen den beteiligten Partnern, beispielsweise zwischen entsendender und aufnehmender Einrichtung bei Lernaufenthalten im Ausland.
Mit der Empfehlung vom 24. November 2020 zeichnet sich ab, dass der lernergebnisorientierte Ansatz von ECVET weiter an Bedeutung gewinnen wird. Lernergebnisorientierung soll in Zukunft weiter ausgebaut werden, sowohl im nationalen als auch im Mobilitätskontext. „Daher sollten die wichtigsten flexibilitätsbezogenen Grundsätze des ECVET (z. B. Einheiten von Lernergebnissen) in die vorliegende Empfehlung des Rates integriert werden.“ Ferner ist vorgesehen, dass „ECVET‐Instrumente (…) zur Förderung der Mobilität von Lernenden in der beruflichen Bildung (z. B. Lernvereinbarung und Absichtserklärung) im Rahmen anderer EU-Instrumente, etwa des Programms Erasmus+, weiterentwickelt werden (müssen)“. Da sich die ECVET-Leistungspunkte gemäß mehreren Studien auf transnationaler Ebene wenig bewährt haben (siehe „Leistungspunkte / Credit Points vergeben“), ist es nur konsequent, dass Credit Points in Zukunft keine Priorität beigemessen wird.

### ECVET-Prinzipien

#### An Lernergebnissen orientieren
Die Orientierung an Lernergebnissen im Rahmen von Lernaufenthalten im europäischen Ausland ist ein wesentliches Prinzip von ECVET. Nach den gleichen Qualitätsstandards formulierte Lernergebnisse ermöglichen Vergleichbarkeit von Kenntnissen, Fertigkeiten und Kompetenzen über Länder und Berufsbildungssysteme hinweg. Damit wird ECVET dem Umstand gerecht, dass die europäischen Berufsbildungssysteme und somit auch die Bildungsgänge und -abschlüsse sehr stark variieren.
Lernergebnisse sind „Aussagen darüber, was ein Lernender nach Abschluss eines Lernprozesses weiß, versteht und vermag“. Sie werden unabhängig von der Art und Weise des Lernens, der Dauer, der Lehrmethode oder des Lernorts formuliert. Lernergebnisse beschreiben somit nicht den Lernprozess, sondern das Resultat (Outcome). Man spricht deshalb auch von der Outcome-Orientierung von ECVET.

#### Lernergebnisse zu Lernergebniseinheiten zusammenfassen
Lernergebnisse werden in Einheiten von Lernergebnissen (Units) zusammengefasst. Diese sind „Teil einer Qualifikation, bestehend aus einem kohärenten Satz von Kenntnissen, Fertigkeiten und Kompetenzen, der bewertet und validiert werden kann.“ Lernergebniseinheiten orientieren sich an berufstypischen Arbeitsaufgaben, Tätigkeiten und Geschäftsprozessen.
Eine Qualifikation bzw. ein Berufsbild kann man dementsprechend als einen kohärenten Satz von Lernergebniseinheiten beschreiben. Lernergebniseinheiten sind somit die Schnittstelle zwischen den individuellen Lernergebnissen einer Arbeitnehmerin/eines Arbeitnehmers bzw. einer/eines Auszubildenden und den jeweiligen national unterschiedlich formulierten Qualifikationen und Berufsbildern.

#### Gegenseitiges Vertrauen herstellen
Die Herstellung gegenseitigen Vertrauens ist eine gesonderte Aufgabe einer ECVET-Partnerschaft, da in den Gesamtprozess eine Vielzahl unterschiedlicher Akteure eingebunden ist. Das können Unternehmen, Schulen, Bildungseinrichtungen, Kammern, nationale Behörden oder andere sein. Gegenseitiges Vertrauen zwischen ECVET-Partnern sowohl innerhalb der beteiligten Länder als auch grenzüberschreitend ist ein wesentliches Qualitätsmerkmal eines ECVET-Mobilitätsprojekts. Um ein stabiles und nachhaltiges Fundament für die Zusammenarbeit zu legen, sind insbesondere Kenntnis der jeweiligen Berufsbildungsgänge einer ECVET-Partnerschaft, Wissen um die Rolle der Institutionen vor Ort sowie Verständigung über gemeinsame Ziele unverzichtbar. Eine ECVET-Partnerschaft zeichnet weiterhin aus, dass die Partnereinrichtungen gegenseitig ihre Kriterien und Verfahren für Qualitätssicherung, Bewertung, Validierung und Anerkennung von Kenntnissen, Fertigkeiten und Kompetenz akzeptieren.
Der Aufbau einer vertrauensvollen Partnerschaft wird dabei durch diverse Instrumente unterstützt, die einheitlichen Qualitätsstandards folgen. Dazu gehören die Partnerschaftsvereinbarung, die Lernvereinbarung und die Instrumente zum Erfassen und Bewerten sowie zum Dokumentieren von Lernergebnissen (s. u. ECVET-Instrumente).

#### Lernergebnisse überprüfen, beurteilen und anerkennen
Die transparente und valide Erfassung, Bewertung, Validierung und Anerkennung von Lernergebnissen und Kompetenzen, die während eines Lernaufenthaltes im Ausland erworben wurden, sind zentrale Aspekte von ECVET. Sie dienen als Grundlage für die Akkumulierung und für den Transfer von Lernergebnissen.
Folgende Begriffsdefinitionen von ECVET stellen die gemeinsame Grundlage für den Transfer von Lernergebnissen dar:
- die Überprüfung und Bewertung der Lernergebnisse umfasst alle Verfahren, die feststellen, inwieweit Lernende bestimmte Kenntnisse, Fähigkeiten und Kompetenzen erworben haben;
- die Beurteilung/Validierung der Lernergebnisse bezeichnet die Überprüfung, ob bestimmte Lernergebnisse den spezifischen für die Qualifikation erforderlichen Bausteinen entsprechen;
- die Anerkennung der Lernergebnisse bezeichnet die offizielle Bescheinigung von Lernergebnissen als Teil einer Qualifikation.[9]

Die Überprüfung und Bewertung von Lernergebnissen bezieht sich auf ein vorab vereinbartes Set von Lernergebniseinheiten (s. u. Die ECVET-Lernvereinbarung). Für die Erfassung und Bewertung von Lernergebnissen gibt es unterschiedliche Verfahren.
Durchgeführte Arbeitsaufträge ermöglichen die umfassende Feststellung beruflicher Handlungskompetenz und lassen sich daher gut in duale Ausbildungsgänge integrieren. Auch für Lernende aus schulisch organisierten Bildungssystemen stellen sie eine wertvolle Ergänzung ihres Kompetenzprofils dar. Aber auch schriftliche Tests, Fachgespräche und Präsentationen sind möglich. Selbstevaluierung bietet sich im Mobilitätskontext besonders da an, wo die Begleitung des Lernprozesses durch Lehrpersonal nicht kontinuierlich stattfinden kann. Darüber hinaus unterstützt sie die Kompetenzentwicklung, da jede/jeder Lernende sich kontinuierlich ihren/seinen Lernfortschritt bewusst macht. Zur Erhöhung der Validität können Selbst- und Fremdevaluation kombiniert werden. Standardisierte Beobachtungsbögen und Bewertungsraster eignen sich zur Unterstützung vieler Feststellungsverfahren, z. B. auch der Selbstevaluation.
Die Beurteilung, ob erreichte Lernergebnisse bzw. Lernergebniseinheiten einzelnen Anforderungen eines nationalen Bildungsgangs (oder einem nationalen Set von Lernergebniseinheiten, s. o. Lernergebnisse zu Lernergebniseinheiten zusammenfassen) entsprechen, nennt man Validierung.
Wenn Lernergebniseinheiten validiert sind und so den Anforderungen eines nationalen Bildungsganges zugeordnet wurden, können sie anerkannt werden. Anerkennung heißt: Die in der entsprechenden Lernergebniseinheit erworbenen Kompetenzen müssen nicht noch einmal absolviert bzw. nachgewiesen werden.
Voraussetzung hierfür ist im Idealfall eine modular aufgebaute Berufsausbildung mit der Möglichkeit, einzelne Module unabhängig von anderen Modulen abzuschließen.
In diesem Fall bietet sich die Möglichkeit, eine Berufsqualifikation nicht (nur) durch eine Abschlussprüfung zu erreichen, sondern auch durch die Akkumulation von Lernergebniseinheiten/Modulen, die zu unterschiedlichen Zeitpunkten erworben wurden. Sind alle für die Berufsqualifikation benötigten Module nachgewiesen, so wird der entsprechende Abschluss bzw. die entsprechende Qualifikation zuerkannt. Derartige modulare Möglichkeiten existieren z. B. in Norwegen oder Finnland.

#### Lernergebnisse dokumentieren
Eine aussagekräftige Dokumentation der Lernergebnisse von Mobilität trägt einerseits dazu bei, dass Lernende sich ihrer Kompetenzen bewusst werden und diese in einem entsprechenden Dokument transparent, systematisch und nachhaltig gesichert werden. Andererseits erweitert die Dokumentation von Lernergebnissen in einem 'Transcript of Records' (Persönlicher Leistungsnachweis) oder im Europass Mobilität (s. u. Europass Mobilität) die Bewerbungsunterlagen und macht Arbeitgebern die vorhandenen Kompetenzen der Bewerberin/des Bewerbers nachvollziehbar. Neben den fachlichen Kompetenzen werden auch persönliche, sprachliche, soziale und organisatorische Kompetenzen erfasst, worauf Arbeitgeber zunehmend Wert legen. Gleichzeitig ist die Dokumentation von Lernergebnissen auch die Basis für weitergehende Schritte hin zur Anerkennung der erzielten Lernergebnisse.

#### Leistungspunkte / Credit Points vergeben
Um transnationale Anerkennung von Lernergebnissen und Qualifikationen zu vereinfachen und transparenter zu machen, sind im Konzept von ECVET (ähnlich wie im Hochschulprogramm ECTS) auch für die berufliche Aus- und Weiterbildung Leistungspunkte (Credit Points) vorgesehen. Dieses ECVET-Element war von Anfang an umstritten. Mit der Empfehlung vom November 2020 sind ECVET-Leistungspunkte für die berufliche Bildung auf europäischer Ebene hinfällig.
Zur Einordnung: Die Empfehlung von 2009 sieht vor, die qualitative Komponente, die mit der Beschreibung von Kenntnissen, Fertigkeiten und Kompetenzen in Einheiten von Lernergebnissen gegeben ist, durch eine quantitative zu ergänzen. In numerischer Form sollte zusätzlich Aufschluss über Qualifikationen und Einheiten gegeben werden. Mit der Betonung, dass ECVET Punkte unabhängig von den erzielten Lernergebnissen für die bestimmte Qualifikation, auf die sie sich beziehen, keinen Wert haben, grenzt sich die Empfehlung von dem workload-basierten Verfahren der Vergabe von ECTS-Punkten im Hochschulsektor ab.
Die Akzeptanz für die Einführung von ECVET Leistungspunkten war bei einer Mehrheit der beteiligten Länder bereits in der Startphase gering. Dies belegt auch die 2014 durch eine externe Expertengruppe durchgeführte Evaluierung der Empfehlung des Europäischen Parlaments und des Rates zur Einführung eines Europäischen Leistungspunktesystems für die berufliche Bildung (ECVET). Bei den Anspruchsgruppen wurde keine nennenswerte Nachfrage nach Leistungspunkten festgestellt. Bemängelt wurden unter anderem die unklaren Bestimmungen in den „technischen Spezifikationen“ hinsichtlich der Umsetzungsmodalitäten. Weiterführende Informationen zu der Evaluation finden sich im Bericht der Europäischen Kommission 2015.

### ECVET-Instrumente für die Mobilität

#### Die ECVET-Partnerschaftsvereinbarung
Die ECVET-Partnerschaftsvereinbarung ist ein zentrales Instrument zur Herstellung gegenseitigen Vertrauens (Memorandum of Understanding, MoU). „Die Partnerschaftsvereinbarung stellt den Rahmen der Zusammenarbeit der zuständigen Einrichtungen dar. In dieser Partnerschaftsvereinbarung akzeptieren die Partnereinrichtungen gegenseitig ihre Kriterien und Verfahren für Qualitätssicherung, Bewertung, Validierung und Anerkennung von Kenntnissen, Fertigkeiten und Kompetenz zum Zwecke des Kredittransfers.“
Das mittlerweile viel genutzte europaweit einheitliche Formular in englischer und deutscher Sprache unterstützt die Akteure dabei, auf freiwilliger Basis die allgemeinen Rahmenbedingungen für eine ECVET-Partnerschaft festzulegen. Dazu gehören vor allem Informationen und Vereinbarungen zu folgenden Punkten:
- Angaben zu den beteiligten Einrichtungen und ihre Funktion;
- Angaben zu den Qualifikationen, die das MoU umfasst, gegebenenfalls das EQF oder das NQF Niveau;
- Geplante Lernergebniseinheiten für Mobilität;
- Die Bestätigung der Partner des gemeinsam vereinbarten Verfahrens zur Bewertung, Dokumentation, Validierung und Anerkennung der Lernleistung sowie
- Angaben zur Evaluierung und Überprüfung der Zusammenarbeit innerhalb der Partnerschaft.

#### Die ECVET-Lernvereinbarung
In der Lernvereinbarung werden die relevanten Schritte eines individuellen Lernaufenthaltes im Rahmen transnationaler Mobilität zwischen allen Beteiligten: entsendender Einrichtung, Partnern im Gastland, Praktikumsbetrieb und natürlich auch den/dem Lernenden konkret abgestimmt und durch Unterschrift verbindlich gemacht.
In der Lernvereinbarung kann folgendes festgehalten werden:
- die Qualifikationslaufbahn, die die/der Lernende absolviert, einschließlich aktueller Informationen zum aktuellen Stand des Lernfortschritts;
- Beschreibung der Lernergebnisse bzw. Lernergebniseinheiten, die während des Lernaufenthalts erworben werden sollen;
- Verfahren der Bewertung und Dokumentation;
- Ggf. Verfahren der Validierung und Anerkennung.
- Vereinbarungen zur Organisation des Lernaufenthaltes (z. B. Ansprechpartner etc.)

#### Der Europass Mobilität
Jeder Auszubildende erhält im Rahmen der Dokumentation einen Nachweis über die während der Mobilität verfolgten Lernergebniseinheiten und über das Ergebnis der Überprüfung. Der Europass Mobilität hat sich als europaweit anerkannter Standard bewährt. Er ist ein Dokument zum Nachweis von Lernaufenthalten im europäischen Ausland und Teil des 2005 ins Leben gerufenen und 2020 modernisierten Transparenzinstruments Europass, der Stellensuchende dabei unterstützt, ihre Kompetenzen und Qualifikationen europaweit verständlich darzustellen.
Der Europass Mobilität dokumentiert Lernerfahrungen jeder Art, jeden Niveaus, jeder Zielsetzung und jeder Person. Voraussetzung ist, dass ein Lernaufenthalt – beispielsweise ein betriebliches Praktikum und/oder einzelne Abschnitte der beruflichen Aus- und Weiterbildung – im europäischen Ausland absolviert wird. Das Besondere dabei: Die Bestätigung durch die Entsende- und die Gastorganisation verleihen dem Europass einen offiziellen Charakter und machen ihn zum unverwechselbaren Nachweis eines organisierten Lernaufenthalts.

## Einsatzmöglichkeiten von ECVET
Mit seinen Prinzipien und Instrumenten kann ECVET in der Praxis als ein Werkzeugkasten für die Beschreibung, Erfassung, Dokumentation und Anerkennung von im transnationalen Mobilitätskontext erworbenen Lernergebnissen verwendet werden, die eine Einzelperson im Hinblick auf den Erwerb einer Qualifikation erreicht hat. Bemerkenswert ist in der Empfehlung von 2009 die Tendenz, ECVET nicht nur im Mobilitätskontext, sondern auch als Motor für Innovationen innerhalb der europäischen Berufsbildungssysteme zu empfehlen:
- Im Kontext geografischer Mobilität eingesetzt trägt ECVET dazu bei, die erworbenen Kenntnisse, Fertigkeiten und Kompetenzen sichtbar zu machen. Basierend auf der Feststellung und Beurteilung der Kenntnisse, Fertigkeiten und Kompetenzen im aufnehmenden Land erleichtern ECVET Instrumente die Transparenz und gegebenenfalls Anerkennung im entsendenden Land. Damit können während eines transnationalen Mobilitätsaufenthalts gewonnene Lernerfahrungen besser in die berufliche Aus- oder Weiterbildung integriert werden.

- Im nationalen Kontext kann ECVET dafür genutzt werden, Programme und Ausbildungswege, die zum Erwerb einer Qualifikation führen, flexibler zu gestalten und die Rahmenbedingungen für lebenslanges Lernen zu verbessern. ECVET kann somit die Anerkennung von Lernergebnissen, die von Lernenden in unterschiedlichen Umfeldern erworben werden, erleichtern: sei es in verschiedenen Institutionen oder Sub-Systemen (z. B. Aus- oder Weiterbildung) oder auch im Rahmen formaler, nicht-formaler oder informeller Lernkontexte. Dies schließt auch die Schnittstellen zwischen der Berufsbildung und der Hochschulbildung ein.

Während ECVET im transnationalen Mobilitätskontext deutliche Wirkungen auf die Qualität der Ergebnisse von grenzüberschreitenden Lernaufenthalten zeigt, wird die Wirkung im nationalen Kontext als eher begrenzt und auf bestimmte Bildungssysteme eingeschränkt beurteilt. Nur in wenigen Ländern hat ECVET zu Erhöhung von Transparenz und Durchlässigkeit zwischen den Subsystemen beruflicher Bildung und damit zu flexibleren Qualifikationslaufbahnen beigetragen.

## Umsetzung von ECVET in Deutschland
In Deutschland wurden ECVET-Prinzipien und -Instrumente vorwiegend in transnationalen Mobilitätsmaßnahmen, im Rahmen von Modellversuchen, aber auch auf nationaler Ebene eingesetzt.
Im nationalen Kontext wurde die vertikale Durchlässigkeit zwischen verschiedenen Subsystemen innerhalb der beruflichen Bildung sowie zwischen der beruflichen Bildung und der Hochschulbildung erprobt. Dabei nutzte das Bildungspersonal unterschiedlicher Einrichtungen ECVET-Prinzipien auf freiwilliger Basis, um nachgewiesene Lernergebnisse in einen anderen Lernkontext zu transferieren. Das BIBB widmet sich in den Wissenschaftlichen Diskussionspapieren (Heft 145) der ausführlichen Dokumentation und Diskussion unterschiedlicher Projektbeispiele. Darin werden auch Erfahrungen, Resultate und Ansätze aus nationalen Pilotinitiativen wie DECVET und JOBSTARTER CONNECT berücksichtigt. Als ein Ergebnis werden vielfältige Chancen für mehr Durchlässigkeit und Transparenz, aber auch Systembeschränkungen eines Einsatzes von ECVET innerhalb des deutschen Berufsbildungssystems festgehalten.
Vor allem im Mobilitätskontext gewinnt ECVET in Deutschland an Bedeutung. Der bereits 2012 in den Wissenschaftlichen Diskussionspapieren des BIBB festgestellte Trend zu einer kontinuierlichen Erhöhung der ECVET-Mobilitätsmaßnahmen setzte sich in den folgenden Jahren fort. War die Integration von ECVET in Erasmus+-Mobilitätsprojekte zunächst nationale Priorität und für Antragsteller mit Extra-Punkten versehen, so fiel dieser Anreiz mit der Antragsrunde 2015 weg. Dennoch zeigt der Blick auf die seither geförderten Erasmus+-Mobilitätsprojekte, dass zunehmend ECVET-Prinzipien und ‑Instrumente zum Einsatz kommen. ECVET scheint nun in der Praxis von Mobilitätsprojekten angekommen zu sein. Das Bildungspersonal nutzt die verschiedenen ECVET-Instrumente – nicht unbedingt vollständig, häufig selektiv, je nach Dauer und Ausrichtung der Mobilität – und steigert so die Qualität ihrer Mobilitätsprojekte. Insofern hat sich ECVET in Deutschland eher als Tool denn als System durchgesetzt.

### Unterstützungsstrukturen für ECVET in Deutschland bis Ende 2020
Von 2010 bis 2015 existierte eine Nationale Koordinierungsstelle ECVET in der Nationalen Agentur beim Bundesinstitut für Berufsbildung (NA beim BIBB), die die Einrichtungen im Auftrag des Bundesministeriums für Bildung und Forschung bei der Umsetzung von ECVET in der Praxis unterstützte. Bis Ende 2020 bot das Nationale Team von ECVET-Experten, welches von der NA beim BIBB koordiniert wurde, vielfältige Beratungs- und Workshopangebote für Bildungseinrichtungen an.
Die Nationale Agentur Bildung für Europa beim BIBB sammelt darüber hinaus Praxisbeispiele zur Umsetzung von ECVET-Prinzipien in der grenzüberschreitenden Mobilität und unterhält z. B. einen umfangreichen Katalog von – in verschiedenen Projekten – ausformulierten und erprobten Lernergebniseinheiten.

## Umsetzung von ECVET auf europäischer Ebene
Die Umsetzung von ECVET als Instrument für die Förderung von transnationaler Transparenz, Vergleichbarkeit, Übertragbarkeit und Anerkennung von Kompetenzen wurde durch zwei umfassende von der Europäischen Kommission in Auftrag gegebene Studien evaluiert: Die erste Studie ist im Jahr 2015 erschienen, also fünf Jahre nach Veröffentlichung der Empfehlung des Europäischen Parlaments und des Rates zur Einrichtung eines Europäischen Leistungspunktesystems für die Berufsbildung (ECVET). Die im Jahr 2019 veröffentlichte zweite Studie ist im Lichte der neuen Programmgeneration für die europäische Berufsbildung ab dem Jahr 2021 zu sehen und zeigt erste Ansätze für eine künftige Ausrichtung für ECVET auf.
In beiden Berichten wird ECVET eine positive Wirkung im transnationalen Mobilitätskontext bescheinigt. Hier haben die ECVET-Prinzipien die Mobilitätsqualität erheblich verbessert. Besonders der Ansatz der Lernergebnisorientierung wurde in diversen Projekten praktisch erprobt. Ebenso wurde die Verbindung zwischen ECVET und Europass Mobilität durch die Befragten als positiv bewertet. Beide Instrumente ergänzen sich und profitieren voneinander: Durch den lernergebnisorientierten Ansatz von ECVET werden individuelle Lernergebnisse klar und nachvollziehbar entsprechend der europaweit einheitlich lesbaren Struktur des Europass Mobilität abgebildet. Einigkeit besteht in beiden Evaluationsberichten darüber, dass ECVET Vorzüge in Richtung Lernergebnisorientierung, Erhöhung wechselseitigen Vertrauens und gesteigerter Effizienz der Mobilität aufweist.
Die Ergebnisse beider Evaluationen zeigen, dass sich seit 2009 im Mobilitätskontext auf europäischer Ebene der „Shift to Learning Outcomes“ beschleunigt weiterentwickelt hat; innerhalb nationaler Berufsbildungssysteme kann diese Entwicklung oft nur wesentlich verhaltener festgestellt werden.

### Unterstützungsstrukturen auf europäischer Ebene bis Ende 2020
Auf der europäischen Ebene unterstützte das ECVET-Sekretariat die Implementierung von ECVET. Es übernahm die Koordinierung der Aktivitäten bezüglich ECVET und hatte sich weiterhin dazu verpflichtet, die Zusammenarbeit zwischen den EU-Mitgliedstaaten und der Kommission zu verbessern, das gegenseitige Lernen zu erleichtern und die Verbreitung von Wissen und Erfahrungen über ECVET sicherzustellen.
Um diese Ziele zu erreichen, wurden diverse Maßnahmen durch das Sekretariat organisiert und begleitet. Um Kooperation und Erfahrungsaustausch bezüglich der Umsetzung von ECVET in Europa zu fördern, unterstützte das Sekretariat beispielsweise die Sitzungen der ECVET-Leitungsgremien (ECVET-Nutzergruppe, ECVET-Arbeitsgruppe, ECVET-Netzwerk) und verbreitete deren Ergebnisse durch diverse Kommunikationskanäle, wie die Internetseite des Sekretariats oder das ECVET-Magazin. Weiterhin koordinierte das Sekretariat ECVET-Community of Practice-Veranstaltungen, Peer-Learning-Aktivitäten und jährliche ECVET-Foren.
Das vom ECVET Sekretariat herausgegebene ECVET-Magazin erschien zweimal im Jahr. Es berichtete über ECVET-Entwicklungen auf europäischer, nationaler und sektoraler Ebene. Eine Sonderausgabe pro Jahr fasste die Diskussionen und Ergebnisse des ECVET-Jahresforums zusammen.
Zu erwähnen ist schließlich auch die Unterstützung der Implementierung von ECVET durch das  Europäische Zentrum für die Förderung der Berufsbildung (CEDEFOP). Dieses hat in mehreren Monitoring Berichten den Entwicklungsstand von ECVET im Zeitraum von 2011 bis 2013 und von 2013 bis 2015 in 28 EU-Mitgliedsstaaten untersucht. In den Berichten wird der Stand der Umsetzung von ECVET in den unterschiedlichen Berufsbildungssystemen skizziert. Zugleich stellt das CEDEFOP Praxisbeispiele und Unterstützungsmaterialien aus europäisch geförderten Projekten für einen breiten Kreis von Nutzern in ganz Europa bereit.

## Weitere Entwicklung
Die EMPFEHLUNG DES RATES vom 24. November 2020 bescheinigt dem Europäischen Leistungspunktesystems für die berufliche Bildung (ECVET) „[…] seit seiner Einführung […] durch die Verwendung und Dokumentation von Einheiten von Lernergebnissen erheblich zur Entwicklung einer hochwertigeren Mobilitätserfahrung beigetragen“ zu haben. Lernergebnisorientierung und „andere flexibilitätsbezogene Grundsätze werden in die vorliegende Empfehlung des Rates integriert“, ECVET-Instrumente (wie z. B. die Lernvereinbarung) sollen „im Rahmen anderer EU-Instrumente, etwa des Programms Erasmus+, weiterentwickelt werden“. Insofern zeichnet sich eine Änderung des Stellenwerts von ECVET in der europäischen Berufsbildungslandschaft ab: “While this means the end of ECVET as an initiative and its related implementation mechanisms, the main objectives and principles of ECVET have been enshrined in the VET Council Recommendation and will continue to be a priority in European VET policy.”
„Lernergebnisorientierung“ und „units of learning outcomes“ werden also weiterhin Prioritäten in der europäischen Berufsbildung sein. Die Darstellung von ECVET als Gesamtkonzept kann ein grundlegendes Verständnis für die (Weiter-)Entwicklung der Prinzipien dieses europäischen Transparenzinstruments fördern, die auch zukünftig europaweit für die qualitätsgesicherte Durchführung transnationaler Mobilität unabdingbar sind.